# Балаганнах (Усть-Алданский улус)
Балаганна́х (якут. Балаҕаннаах) — село в Усть-Алданском улусе Республики Саха (Якутия) России. Входит в состав Курбусахского наслега.

## География
Село находится в центральной части Якутии, в пределах Центральноякутской равнины, на расстоянии примерно 44 км (по прямой) к юго-востоку от села Борогонцы, административного центра улуса.
Климат
Климат характеризуется как резко континентальный. Средняя температура воздуха самого тёплого месяца (июля) составляет 18,7 °C; самого холодного (января) — −42,6 °C. Среднегодовое количество атмосферных осадков составляет 234 мм. Основное количество осадков выпадает в период с апреля по октябрь. Снежный покров держится в течение 225—250 дней в году.
Часовой пояс
Село Балаганнах находится в часовой зоне МСК+6. Смещение применяемого времени относительно UTC составляет +9:00.

## Население
| 2002 | 2010 | 2021 |
| ---- | ---- | ---- |
| 103  | ↘60  | ↘50  |

Половой состав
По данным Всероссийской переписи населения 2010 года в гендерной структуре населения мужчины составляли 56,7 %, женщины — соответственно 43,3 %.
Национальный состав
Согласно результатам переписи 2002 года, в национальной структуре населения якуты составляли 95 %.

## Улицы
Уличная сеть села состоит из двух улиц (М.Е. Николаева и Н.М. Винокурова).